# Воробей Олексій Володимирович
Олексі́й Володи́мирович Воробе́й — сержант Збройних сил України.

## З життєпису
В мирний час проживає у Баранівському районі. Мобілізований, брав участь у боях на сході України в складі 30-ї механізованої бригади. Станом на березень 2017 року — командир взводу.

## Нагороди та вшанування
За особисту мужність і героїзм, виявлені у захисті державного суверенітету та територіальної цілісності України, вірність військовій присязі під час російсько-української війни, відзначений — нагороджений
- 13 серпня 2015 року — орденом «За мужність» III ступеня.